# Illidan Hurlorage
Illidan Hurlorage (Illidan Stormrage en anglais) est un personnage de fiction de la série de jeux vidéo et de romans Warcraft créé par Blizzard Entertainment. Illidan fait son apparition dans Warcraft III, dans lequel il incarne un chasseur de démons elfe de la nuit enfermé depuis la guerre des Anciens pour avoir prêté allégeance au démon Sargeras. Après avoir été libéré par Tyrande, qui requiert son aide pour lutter contre la Légion Ardente, il reste soumis aux démons pour lesquels il combat le Roi Liche après s'être allié aux Nagas et aux Elfes de Sang. Après sa défaite, il s'exile vers l'Outreterre. Il réapparait ensuite dans l'extension The Burning Crusade de World of Warcraft, ainsi que dans l'extension nommée Legion, où il joue un rôle crucial afin de permettre aux héros incarnés par les joueurs de triompher de la terrible Légion ardente. À la fin du raid « Antorus, le Trône Ardent », après s'être enfermé avec lui, avec l'aide des Titans, dans leur Panthéon, il affronte son ennemi de toujours : Sargeras.

## Histoire

### Biographie fictive (avant son exil)
Illidan est le frère jumeau de Malfurion Hurlorage, grand Archidruide d'Azeroth. Lors de sa naissance, Illidan hérita d'yeux dorés, signe d'un destin exceptionnel. Seulement, aucune capacité particulière n'était remarquable chez Illidan.
Avec son frère, ils sont initiés à la magie druidique par le demi-dieu Cénarius. Étant un piètre druide, il se tourne vers la magie des arcanes, que son frère répugne.
Il se révèle bien meilleur dans ce domaine, qui est très important dans la vie des Elfes de la nuit de l'époque. Très doué pour la pratique de cet art, il tente d'intégrer, en vain, la Garde de la Lune, un ordre prestigieux elfique. Cependant, très déterminé, et encouragé par son amour pour Tyrande Murmevent (également convoitée par son frère Malfurion), il prend la tête de cet ordre, et devient Capitaine de la Garde de la Lune après que son dirigeant, Latosius, a été tué au début de la Guerre des Anciens.
Lors de la Guerre des Anciens, Illidan se montre d'une extrême efficacité en tant que Capitaine de la Garde, et sème la dévastation dans les rangs de la Légion Ardente. Les troupes de la Légion arrivent néanmoins en grand nombre, et Illidan est confronté à un Garde Noir connu sous le nom d'Azzinoth, qu'il vainc. Après avoir tué le démon, il s'empare de ses lames jumelles, connues sous le nom des Glaives de guerre d'Azzinoth, une arme que l'on peut obtenir dans le Temple Noir.
Pendant la bataille, Malfurion décide de déserter l'armée elfique, et entame un périlleux voyage afin de retrouver des dragons légendaires, connus sous le nom d'Aspects, dans le but de leur demander leur aide contre la Légion Ardente. Illidan en profite pour déclarer ses sentiments à Tyrande Murvement, qui le rejette. Une fois de plus, Illidan échoue là où son frère Maflurion réussit sans peine. La douleur engendrée par cet échec hante Illidan, envahi par la tristesse, la colère et la jalousie.
C'est à ce moment précis qu'un seigneur satyre du nom de Xavius, anciennement elfe de la nuit, influence les pensées d'Illidan. Ce dernier va alors trouver Sargeras, maître de la Légion Ardente. Il jure allégeance au Titan Déchu. En échange de ses yeux dorés, le Titan lui promet des pouvoirs incommensurables. Aussi, après lui avoir brisé les yeux et l'avoir rendu techniquement aveugle, Sargeras dote Illidan d'une vision démoniaque plus puissante que la normale. Il lui fait également don d'un tatouage complexe rempli de magie gangrenée, recouvrant une bonne partie de son torse et lui procurant une puissance incroyable.
Ce brusque virement de camp d'Illidan lui vaut le surnom de Traître, malgré le fait qu'il soit alors sous l'influence du Seigneur Xavius. Malfurion parvient à refermer le Puits d'Éternité, mais le pouvoir du Puits, combiné à une utilisation démoniaque de la part de Sargeras, le fait imploser, ce qui sépare le monde en quatre continents et des amas d'îles, puis crée le Maelstrom. Peu avant l'implosion, Illidan prend cependant soin de remplir trois fioles avec l'eau du Puits, afin de conserver la puissance de cette source infinie et la réutiliser contre la Légion si elle venait à refaire surface. Il part ensuite à la recherche d'un lac isolé, situé sur le Mont Hyjal, et y verse les trois fioles. Le pouvoir du Puits transforme à tout jamais le lac, en en faisant un nouveau Puits d'Éternité. Fier d'avoir renouvelé le Puits, Illidan comprend bien assez tôt que son acte est mal vu parmi les Bien-Nés. Ainsi, lorsqu'un groupe d'Elfes de la nuit découvre son acte, il se jette sur lui. Malfurion arrive quelques instants plus tard et aide à l'arrestation de son frère. Néanmoins, ne pouvant se résoudre à le condamner a mort, il le fait exiler pendant près de 10 000 ans dans une prison surveillée par les Guetteuses.

### World of Warcraft
Illidan refait son apparition dans l'extension World of Warcraft: The Burning Crusade et est un des personnages les plus importants de cette extension. Il est ainsi le boss final de l'instance Temple Noir, introduite par le patch 2.1. Les joueurs peuvent le vaincre avec l'aide d'Akama, qui trahit son maître, et de Maiev.
On peut aussi le voir à la Couronne de Glace en Norfendre, lorsqu'on retourne dans le passé et qu'on contrôle Arthas lors du fameux combat singulier.
Illidan a pour généraux Dame Vashj et Kael'thas, qui gardent les Fioles d'Éternité requises pour pénétrer dans le mont Hyjal d'antan, dans les grottes du temps de World of Warcraft.
Il refait surface à Légion. Enfermé par Maiev Chantelombre lors de Burning Crusade, il est réveillé au sommet du Palais Sacrenuit, afin de détruire Gul'dan, et poursuivre son but originel : en finir avec le titan noir Sargeras. C'est chose faite à la fin de cette extension, avec le raid nommé "Antorus, le Trône Ardent", au cours duquel il devient geôlier de Sargeras au Siège du Panthéon des Titans.

### Heroes of the Storm
Illidan apparait aussi dans le jeu Heroes of the Storm en tant que Héros du nexus. Il y joue un rôle d'assassin au corps à corps.

## Personnage

### Description
Illidan Hurlorage est originellement un elfe de la nuit. Il a les cheveux noirs et un visage marqué par la guerre. Il a sacrifié ses yeux au cours du rituel d'initiation au Chasseur de démons, et arbore donc un bandeau : la Vision maudite de Sargeras. Ce rituel lui permet d'accéder au pouvoir des démons en absorbant leurs âmes, ce qui transforme peu à peu son corps en celui d'un hybride mi-elfe mi-démon.

### Romans
Illidan est le personnage principal d'un roman basé sur l'univers de Warcraft baptisé World of Warcraft: Illidan.

### Autres jeux vidéo
Illidan est un des héros disponibles dans le jeu vidéo Heroes of the Storm. Un héros du jeu Hearthstone porte également son nom, il incarne la classe chasseur de démons.